# Caenopteris violascens
Caenopteris violascens là một loài dương xỉ trong họ Aspleniaceae. Loài này được Bojer mô tả khoa học đầu tiên năm 1837.
Danh pháp khoa học của loài này chưa được làm sáng tỏ. 